# Затворна затримка

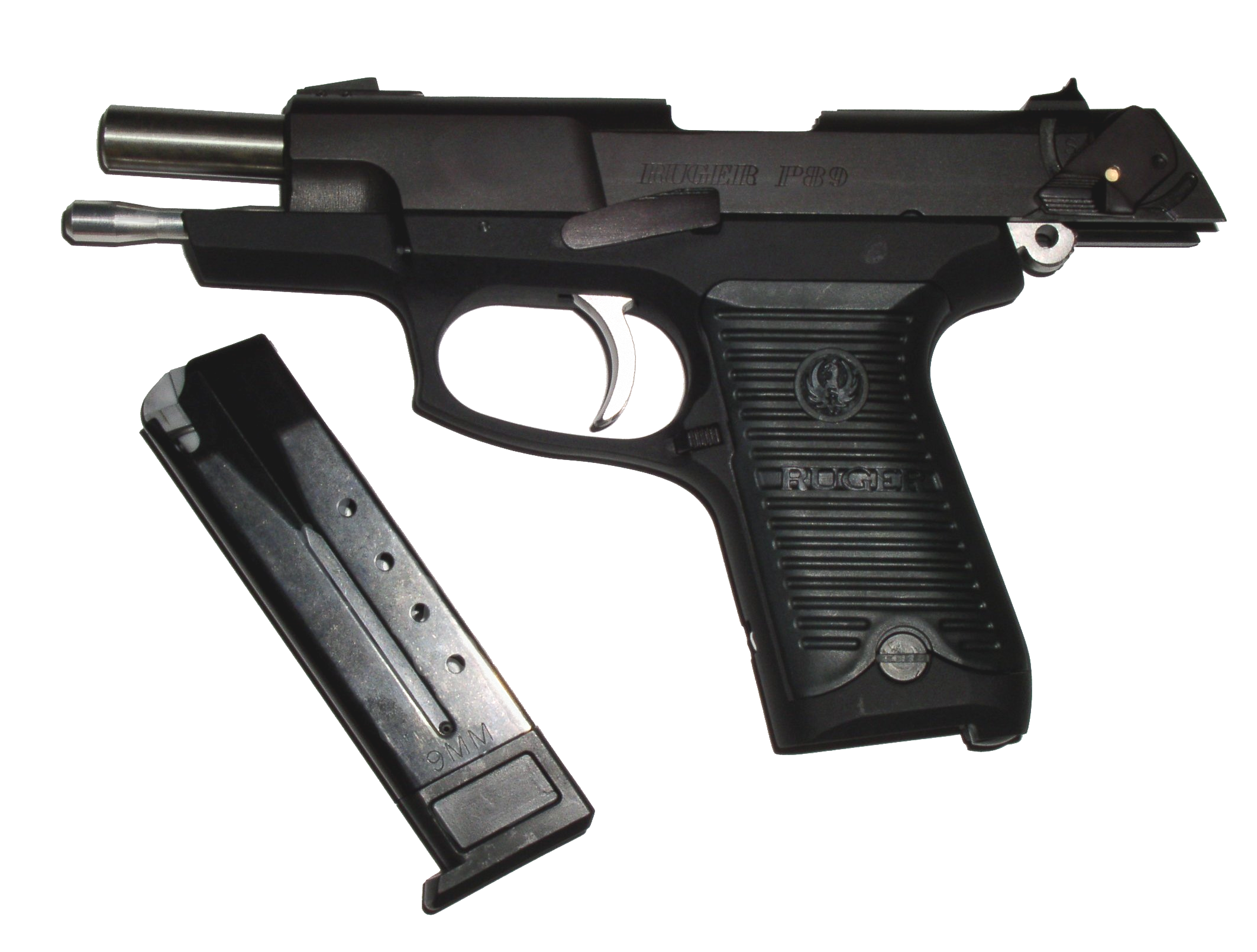
Пістолет Ruger P89 із затвором, зафіксованим у задньому положенні. Важіль затворної затримки під спусковим гачком

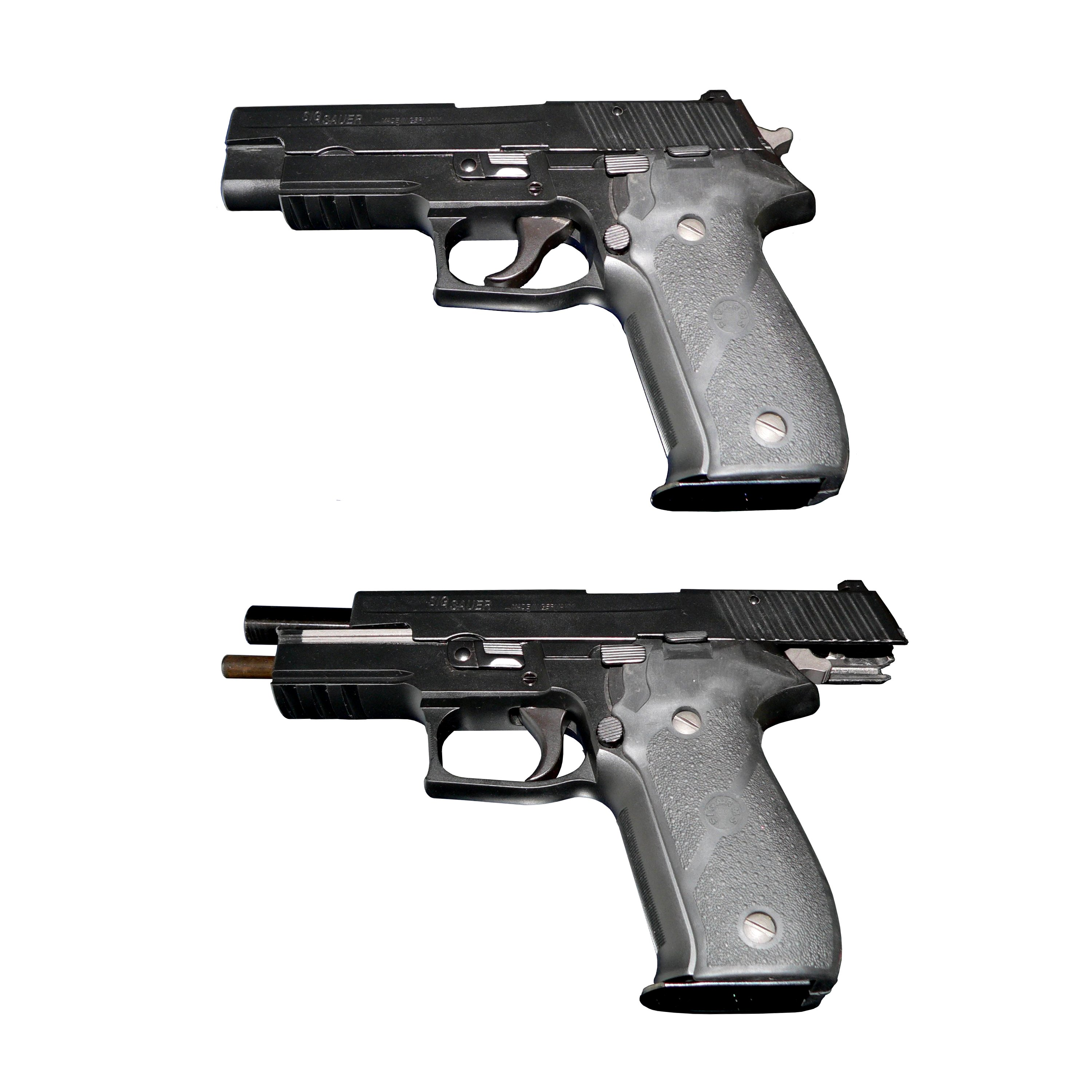
Пістолет SIG-Sauer Pro. Нижня світлина — зброя на зафіксованій затворній засувці

Затво́рна затри́мка — деталь вогнепальної зброї, що утримує затвор зброї в крайньому задньому положенні після витрачення всіх набоїв в магазині. Використовується в багатьох самозарядних пістолетах і інших видах автоматичної зброї (наприклад, автоматична гвинтівка AR-15/M16, пістолет-кулемет Cz Scorpion EVO 3 A1).
Затвор, що зупинився у відкритому положенні, по-перше, дає знати стрільцю, що магазин порожній; по-друге, прискорює процес перезарядження: замінивши магазин, не потрібно вручну відводити затвор в крайнє заднє положення (відводити раму затвора назад), щоб дослати набій у патронник.
Після викиду останньої стріляної гільзи подавач магазина чіпляється за виступ затримки затвора і тим самим включає її. Щоб звільнити затвор, потрібно опустити затримку затвора пальцем. У пістолеті ПСМ затримка затвора не виступає назовні, щоб зняти затвор із затримки, потрібно відтягнути його назад до упору і відпустити. У деяких зразках затвор звільняється автоматично, як тільки вставлений новий магазин (Mauser моделі 1910, Heckler und Koch Hk-4). У пістолеті Beretta M1934 затримки затвора як окремої деталі немає, затвор після витрачення останнього набою зупиняється, упираючись в задній край подавача магазина.
Затримку затвора часто виконують у вигляді багатофункціональної деталі. Так, в пістолеті ПМ вона виконує функцію відбивача стріляних гільз; у ТТ і М1911 цапфа затримки затвора служить віссю сережки ствола; у пістолеті FN HPDA вісь затримки затвора при пострілі взаємодіє з виступом ствола, забезпечуючи відмикання.